# Артемий Александрийски
Артемий (на гръцки: Αρτέμιος) е гръцки духовник, йеренски епископ на Крит (1810 – 1827), кюстендилски митрополит (1827 – 1845 и 1847 – 1858) и александрийски патриарх (1845 – 1847).

## Биография
Роден е около 1775 година в Ханя на Крит със светската фамилия Пардалис (Παρδάλης) или Пардалакис (Παρδαλάκης). Получава богословско образование. През 1810 г. е избран за йеренски епископ на остров Крит, а през 1827 г. става митрополит на Кюстендилската епархия. Името му е посочено в турски документ от 1829 г., издаден от скопския Амзи паша, за свободно пътуване и извършване на християнските обреди в епархията. В документа Артемий е титулуван като „Кюстендилски митрополит“. Понеже здравето му било влошено напуска Кюстендил и живее в Цариград, а епархията си управлява чрез свои помощници-епископи. Такива помощник-епископи били Авксентий (споменат през 1832 г. и 1835 г.) Захарий (споменат през 1840 г.)
След смъртта на александрийския патриарх Йеротей I през 1845 г., Артемий, по решение на цариградския патриарх Мелетий III и Светия Синод на Цариградската патриаршия заема александрийската катедра. Хиротонията на александрийските патриарси през тази епоха се извършва в Цариград, като при избора на кандидат се ръководели от завещанието на предходния патриарх и желанието на египетските християни. Артемий обаче, е ръкоположен без съгласуване с Александрийската църква, която междувременно издигнала свой кандидат – архимандрит Йеротей (бъдещия Йеротей II, патриарх Александрийски). Избирането на Артемий довежда до остър конфликт между Цариградската патриаршия и Александрийската църква. Египетските християни отказват да признаят Артемий за патриарх и отправят до главите на всички православни църкви послания в този смисъл. Артемий остава в Цариград. По време на посещението си в Цариград през юли 1846 г. египетският паша Мохамед Али се среща с патриарх Мелетий III, и обявява, че няма да се съгласи с друга кандидатура, освен с тази на Йеротей. Цариградският синод е принуден да отстъпи и 30 януари 1847 г. Артемий официално се отрича от александрийския патриаршески престол.
Скоро след това отново е назначен за митрополит на Кюстендил и остава на този пост до края на живота си, като продължава да управлява епархията си от Цариград посредством помощник-епископите Дионисий (споменат през 1846 г., до 1851 г.) и отново Авксентий (1851 – 1858 г.).
Митрополитът, както и неговият помощник – епископ Захарий Еритрейски, са споменати и в ктиторския надпис от 1848 г. на „Св. св. Петър и Павел“ в село Преколница, Кюстендилско, който гласи:
| „ | Сей Свещений храм Светих Верховних Апостолов Петра и Павла. Согради се царским дозволением Абдул Меджида. И на время митрополита Артемия Критски. Епископствующий Еритрон Захария. Настоянием же первим попа Малин Стояновича от село Преколница. И иконом попа Новко от Кюстендил исподруга их Митре Боцева. Ктитори приложници и спомоществователи село Преколница и вси села. 1848, месец июни 1 ден от Кюстендил и всей села. | “ |

Двамата са споменати и във възпоменателния надпис на храма „Успение Богородично“ в щипската махала Ново село:
| „ | Во 1850 лѣто мца iȢнiа 29 вѣдомо бȢди ѡвновленiемъ сего стаго храма Успенiе Престыа Бцы во времена блаженѣшаго патриарха Артемiа Александрiасъ и архипастира нашего и епископа его Захарiа; сосъ ѡбщимъ православнихъ христыанъ ктиторомъ и приложникомъ стаго храма сего да поменетъ Гдъ Бгъ царствiе своемъ всегда и нынѣ и присно и во вѣкы вѣковъ Аминъ. | “ |

Артемий умира на 6 ноември 1858 година в Цариград.